# Série de Grandi

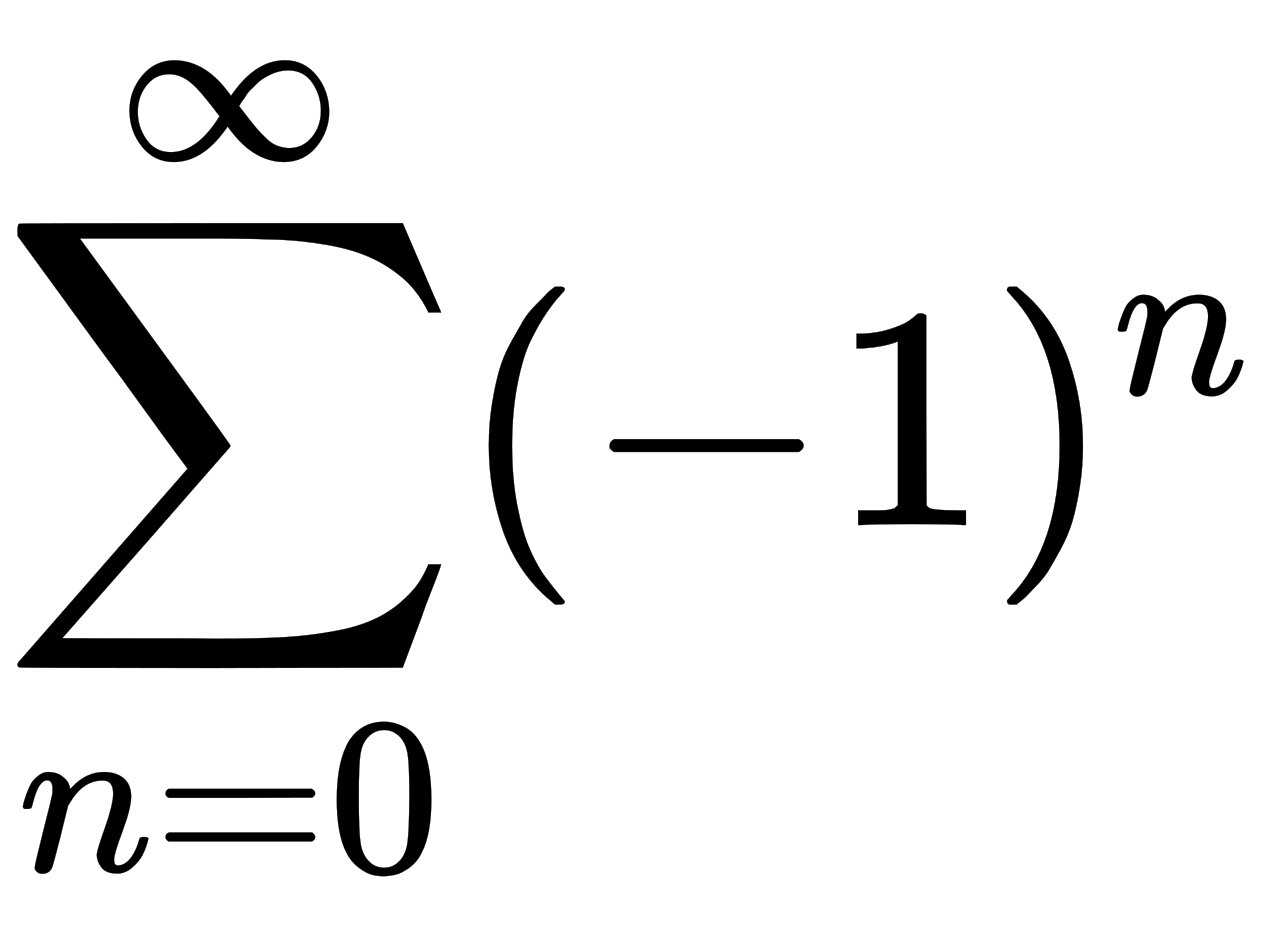
Écriture mathématique de la série de Grandi

En analyse mathématique, la série 1 − 1 + 1 − 1 + … ou {\displaystyle \sum _{n=0}^{\infty }(-1)^{n}} est parfois appelée la série de Grandi, du nom du mathématicien, philosophe et prêtre Luigi Guido Grandi, qui en donna une analyse célèbre en 1703. Il s'agit d'une série divergente, c'est-à-dire que la suite de ses sommes partielles n'a pas de limite. Mais sa somme de Cesàro, c'est-à-dire la limite des moyennes de Cesàro de cette même suite, existe et vaut 1⁄2.

## Heuristiques
Une méthode évidente pour traiter la série
1 − 1 + 1 − 1 + 1 − 1 + 1 − 1 + …
est de la traiter comme une série télescopique et d'effectuer les soustractions localement :
(1 − 1) + (1 − 1) + (1 − 1) + … = 0 + 0 + 0 + … = 0.
Cependant un autre parenthèsage, analogue, conduit à un résultat apparemment contradictoire :
1 + (−1 + 1) + (−1 + 1) + (−1 + 1) + … = 1 + 0 + 0 + 0 + … = 1.
Ainsi, en appliquant les parenthèses à la série de Grandi de différentes manières, on peut obtenir les « valeurs » 0 ou 1 (des variantes de cette idée, appelées tour de passe-passe d'Eilenberg-Mazur (en), sont parfois utilisées en théorie des nœuds ou en algèbre).
En traitant la série de Grandi comme une série géométrique divergente (en), on peut utiliser les mêmes méthodes algébriques qui évaluent les séries convergentes géométriques pour obtenir une troisième valeur :
S = 1 − 1 + 1 − 1 + …, donc
1 − S = 1 − (1 − 1 + 1 − 1 + …) = 1 − 1 + 1 − 1 + … = S,
ayant pour résultat S = 1⁄2.
On arrive à la même conclusion en calculant -S, soustrayant le résultat de S, et en résolvant 2S = 1.
Les manipulations ci-dessus ne considèrent pas ce que la somme de la série signifie réellement. Cependant, dans la mesure où il est important de pouvoir parenthéser les séries comme on veut, et surtout, de faire de l'arithmétique sur elles, on peut arriver à deux conclusions :
- la série 1 − 1 + 1 − 1 + … n'a pas de somme
- … mais sa somme devrait être égale à 1⁄2.

En fait, les deux affirmations peuvent être précisées et prouvées, mais seulement en utilisant des concepts mathématiques bien définis qui furent développés au XIXe siècle. À la fin du XVIIe siècle avec l'introduction du calcul infinitésimal, mais avant l'avènement de la rigueur moderne, les tensions entre les réponses ont alimenté une dispute violente et sans fin entre mathématiciens.

## Divergence
En mathématiques modernes, la somme d'une série infinie est définie comme étant la limite de la suite de ses sommes partielles, si elle existe. La suite des sommes partielles de la série de Grandi est 1, 0, 1, 0, …, ce qui n'approche clairement aucun nombre (même si cela aboutit à des valeurs d'adhérence de 0 et 1). Ainsi, selon la définition moderne de la convergence d'une série, la série de Grandi est divergente. D'ailleurs, selon cette définition, une série convergente doit nécessairement voir son terme général tendre vers 0, ce qui n'est pas le cas pour la série de Grandi, puisque celui-ci vaut alternativement -1 ou 1.
On peut montrer qu'il n'est pas valide de faire sur une série des opérations, inoffensives en apparence mais nombreuses, comme réordonner certains termes, sauf si la série est absolument convergente. Si elle ne l'est pas, ces opérations peuvent modifier le résultat de la sommation. On peut facilement prouver qu'un réordonnancement des termes de la série de Grandi peut donner, comme valeurs d'adhérence de la suite des sommes partielles, n'importe quel ensemble d'au moins deux entiers relatifs consécutifs, et pas seulement la paire {0, 1}.

## Sommation

### Par la sommation de Cesàro
La première méthode rigoureuse de calcul des séries divergentes vient de Ernesto Cesàro. L'idée principale est de calculer la moyenne des sommes partielles de la série : pour chaque n, on calcule la moyenne σn des n premières sommes partielles, et la somme est la limite de cette nouvelle suite de somme.
Pour la série de Grandi, ces moyennes donnent successivement :
{\displaystyle 1,\,{\frac {1}{2}},\,{\frac {2}{3}},\,{\frac {2}{4}},\,{\frac {3}{5}},\,{\frac {3}{6}},\,{\frac {4}{7}},\,{\frac {4}{8}},...}
soit
{\displaystyle \sigma _{n}={\frac {1}{2}}} si n est pair et {\displaystyle \sigma _{n}={\frac {1}{2}}+{\frac {1}{2n}}} si n est impair.
Cette suite converge bien vers 1⁄2, valeur qu'on appelle somme de Cesàro de la série de Grandi.

### Par la sommation d'Abel
Cette méthode passe par l'application du théorème d'Abel.
Pour une série numérique a0 + a1 + a2 + ..., on construit la série entière associée a0 + a1x + a2x2 + .... Si la série entière converge pour tout 0 < x < 1 vers une fonction admettant une limite en x = 1, alors cette limite est la somme d'Abel de la série numérique.
Pour la série de Grandi, on reconnait :
{\displaystyle \sum _{n=0}^{\infty }(-1)^{n}=\lim _{x\rightarrow 1}\sum _{n=0}^{\infty }(-x)^{n}=\lim _{x\rightarrow 1}{\frac {1}{1+x}}={\frac {1}{2}}.}

### Par la sommation de Borel
La somme de Borel de la série de Grandi est également 1⁄2. En effet, la série associée dans ce cas est
{\displaystyle 1-x+{\frac {x^{2}}{2!}}-{\frac {x^{3}}{3!}}+{\frac {x^{4}}{4!}}-\cdots =\mathrm {e} ^{-x}}
ce qui donne
{\displaystyle \int _{0}^{\infty }\mathrm {e} ^{-x}\mathrm {e} ^{-x}\,\mathrm {d} x=\int _{0}^{\infty }\mathrm {e} ^{-2x}\,\mathrm {d} x={\frac {1}{2}}.}